# پلوماری
پلوماری (به لاتین: Plomari) یک شهرک در یونان است که در Lesbos Municipality واقع شده‌است.